# Comuna Fulga, Prahova
Fulga (în trecut, Smârciu) este o comună în județul Prahova, Muntenia, România, formată din satele Fulga de Jos (reședința) și Fulga de Sus.
Primele datări ale satelor comunei Fulga sunt sub numele de Smârciu. În 1781, comuna și-a schimbat numele din Smârciu în Fulga. În plus, sunt oferite date suplimentare legate de poziționare geografică, informațiile fiind axate pe distanțele față de orașele apropiate (Mizil și Ploiești) și pe formele de relief caracteristice zonei.
Economia comunei este centrată pe agricultură, zootehnie și piscicultură. Ca manifestări sociale, în comună se organizează târgul comunal și serbări la Căminul Cultural sau în cadrul Bibliotecii Comunale „Laurențiu Fulga”.
În comună există dispensar, farmacie și biserici creștin-ortodoxe, dar și facilități de petrecere a timpului liber: teren de fotbal, teren sintetic și parc.
În această localitate, au trăit Laurențiu Fulga, scriitor care a devenit cunoscut cu acest pseudonim preluat de la numele comunei și Petre Aurelian, agronom, economist și om politic liberal.

## Așezare

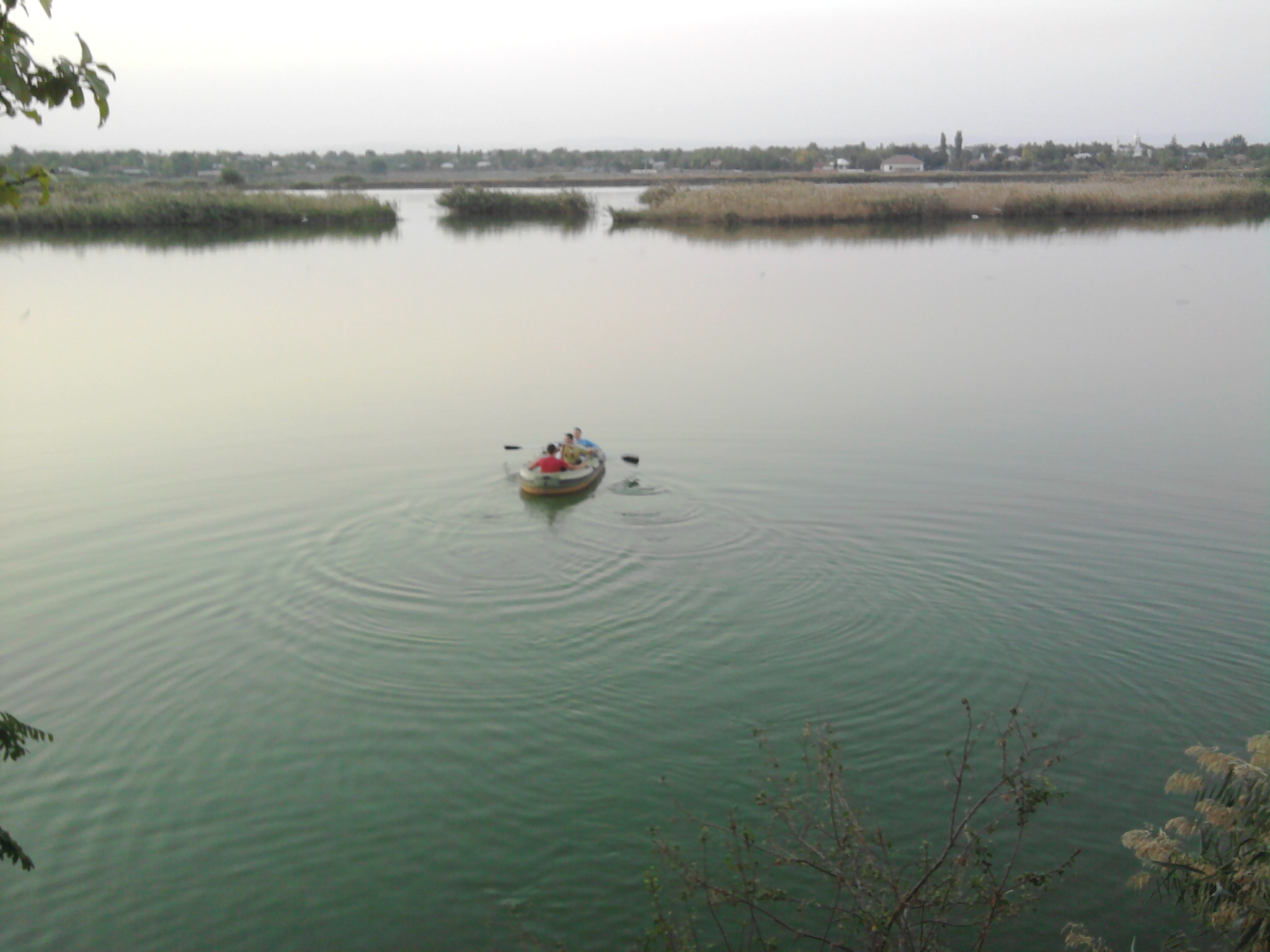
Lacul care separă satele

Comuna se află în sud-estul județului, pe malurile unor lacuri amenajate pe râul Iștău. Este străbătută de șoseaua județeană DJ100C, care o leagă spre nord de Baba Ana și Mizil (unde se termină în DN1B) și spre sud de Sălciile. La Fulga de Jos, din acest drum se ramifică șoseaua județeană DJ100B, care duce spre vest la Drăgănești (unde se intersectează cu DN1D), Gherghița ( nod de acces pe autostrada București–Ploiești), Balta Doamnei și Gorgota (unde se intersectează cu DN1).

## Demografie
Componența etnică a comunei Fulga
     Români (93,49%)
     Romi (2,25%)
     Alte etnii (4,26%)
Componența confesională a comunei Fulga
     Ortodocși (95,15%)
     Alte religii (0,14%)
     Necunoscută (4,71%)
Conform recensământului efectuat în 2021, populația comunei Fulga se ridică la 2.889 de locuitori, în scădere față de recensământul anterior din 2011, când fuseseră înregistrați 3.482 de locuitori. Majoritatea locuitorilor sunt români (93,49%), cu o minoritate de romi (2,25%). Din punct de vedere confesional, majoritatea locuitorilor sunt ortodocși (95,15%), iar pentru 4,71% nu se cunoaște apartenența confesională.

## Politică și administrație
Comuna Fulga este administrată de un primar și un consiliu local compus din 11 consilieri. Primarul, Silviu-Nicolae Șerban[*], de la Partidul Național Liberal, este în funcție din 1 noiembrie 2024. Începând cu alegerile locale din 2024, consiliul local are următoarea componență pe partide politice:
|  | Partid                    | Consilieri | Componența Consiliului | Componența Consiliului | Componența Consiliului | Componența Consiliului | Componența Consiliului | Componența Consiliului | Componența Consiliului | Componența Consiliului |
|  | ------------------------- | ---------- | ---------------------- | ---------------------- | ---------------------- | ---------------------- | ---------------------- | ---------------------- | ---------------------- | ---------------------- |
|  | Partidul Național Liberal | 8          |                        |                        |                        |                        |                        |                        |                        |                        |
|  | Partidul Social Democrat  | 3          |                        |                        |                        |                        |                        |                        |                        |                        |

## Istorie

### Mărturiile istorice
Harta descoperirilor arheologice din județul Prahova, realizată de Victor Teodorescu, consemnează în comuna Fulga existența oștii gentilice ca formă de organizare socială în epoca bronzului, în timpul statului dac, dar și în perioada daco-romană. Indiferent de vechime, „satul este atestat în documente pentru prima oară abia la 1 iunie 1526.”.
Muzeul de Istorie și Arheologie Prahova posedă în patrimoniu un fond de documente care se referă la procesul de dezmembrare a obștii sătești, apărând de acum câțiva acaparatori de terenuri: aga Constantin Bălăceanu (ginerele lui Șerban Cantacuzino) sau marele ban Dumitrache Ghica. Trebuie menționat că, între numeroasele mărturii istorice, un loc important îl ocupă ceramica și modelele romane prezente pe teritoriul comunei Fulga, după retragerea aureliană din 271.
Resturile ceramice răspândite pe teritoriul satului dovedesc „prezența locuitorilor acolo cu sute de ani în urmă fiind ca cele mai multe sate românești preexistente întemeierii statului.” Astfel, existența unei monede de argint de pe vremea lui Constantin cel Mare aflată în posesia unui locuitor al comunei (Ștefan Păun), dar și fragmentele istorice aflate la Muzeul de Istorie și Arheologie din județul Prahova, confirmă locuirea acestei comune în secolul IV.
Atunci, oamenii trăiau în case și bordeie de lemn, cu pereții împletiți cu nuiele și lipiți cu lut și se ocupau cu păstoritul, cultivarea pământului sau ridicarea de turnuri, turnuri care datează în comuna Fulga din prima vârstă a fierului, și anume din Hallstatt. În plus, obștea sătească existentă în timpul stăpânirii romane s-a menținut și în perioada marilor migrații ale popoarelor, cât și în cea mai mare parte a Evului Mediu. Locuitorii obștii erau stăpâni pe pământurile lor, având în proprietate casa și terenul înconjurător, animalele și uneltele, iar o parte a pământului era lucrată în comun, fiind proprietatea obștii, ca și lacul și pășunea. Obștea sătească va evolua spre forma superioară a cnezatelor și a voievodatelor odată cu începutul secolului al XIV-lea.

### Atestarea satului și a numelui de Fulga
Documentele istorice scrise amintesc pentru prima dată de satul Fulga, numit pe atunci Smârciu, în timpul domniei lui Radu de la Afumați, voievodul care a reușit să mențină continuitatea statului muntean. Pentru sprijinul acordat în lupta pentru ocuparea tronului, Radu de la Afumați i-a dat logofătului Staico câteva moșii aflate la sud-est de cetatea Bucov și care se întindeau până dincolo de satul Smârciu, cuprinzând și trei părți din acesta. Așa a fost posibilă emiterea la 1 iunie 1526 a documentului (hrisovul) care face atestarea documentară a localității Smârciu, devenită mai apoi Fulga.
Dar, mai târziu, vânzările de loturi consemnate într-un fond de documente aflate în posesia Muzeului de Istorie și Arheologie Prahova, dovedesc fărâmițarea moșiei Fulga într-un număr mare de ocine, delnițe, moșii, deținute de diferite persoane, locuitori ai comunei sau oameni din alte localități care lucrau pe teritoriul județului.
Sfârșitul secolului al XVII-lea și începutul secolului următor au adus schimbări semnificative în ceea ce privește viața politică, întrucât a fost instaurat în această perioadă, de către otomani, regimul domniilor fanariote. Astfel, fiscalitatea excesivă a generat o serie de manifestări ale luptei țărănimii, ajungându-se la fuga de pe moșie. În aceste condiții, pe teritoriul comunei Fulga s-au stabilit oameni veniți din satele Căzănești și Lungești, din județul Ilfov, dând naștere satului Fulga de Jos. Noii veniți erau oameni liberi, dar treptat au fost asimilați cu rumânii, iar mai apoi, transformați în clăcași. Aproximativ în aceeași perioadă a avut loc și mutarea vetrei satului Fulga de Sus, din Valea Morii pe vatra actuală.
În anul 1781, este atestat pentru prima dată numele de Fulga în locul vechiului nume Smârciu. O legendă transmisă oral lămurește schimbarea numelui. Noua denumire este legată de numele unei domnițe care a părăsit locurile natale din pricina năvălirii tătarilor și a pribegit spre apus. Ajungând pe dealul Istrița, a văzut în vale, spre sud, un câmp deschis, având în mijloc un lac și spre vest pădurea (Codri Vlăsiei). A hotărât așadar să-și așeze aici stânile. Apoi au apărut și casele, ridicate cu ajutorul slujitorilor săi.  Localitatea Fulga făcea parte în această perioadă din județul Saac (Săcuieni), urmând ca din anul 1845 să aparțină de județul Prahova.

### Evoluția istorică a localității
La începutul secolului al XIX-lea, situația țărănimii s-a înrăutățit datorită acțiunilor boierilor care au crescut numărul zilelor de clacă, lucru care a determinat mulți oameni din Fulga să participe la revoluția din 1821 condusă de Tudor Vladimirescu. Înfrângerea revoluției a făcut ca țăranii fulgeni care au participat la eveniment să fie pedepsiți. Dar, Unirea Principatelor Române, la 1859, de către domnitorul Alexandru Ioan Cuza, a condus la împroprietărirea țăranilor din Fulga în trei categorii în funcție de puterea economică, totul datorită Legii rurale, adoptată în anul 1864. Astfel, de reforma agrară au beneficiat 418 clăcași, vatra satului devenind acum proprietatea comunei, deși lacul și pădurea au rămas ale boierilor (prințesa Aurelia Ghica și prințul Iorgu Ghica), care din dorința de a-și extinde terenurile agricole, au început defrișarea treptată a pădurii. La sfârșitul secolului al XIX-lea, populația localității Fulga a crescut foarte mult, fapt ce a dus la micșorarea suprafeței de pământ deținută de o familie. Insuficiența sau chiar lipsa pământului și creșterea exploatărilor prin sistemul învoielilor agricole au fost principalele cauze ale mișcărilor sociale din perioada 1888-1907. Fulga a fost prima localitate din județul Prahova care s-a ridicat la luptă în 1888, fiind centru de răscoală. Deoarece mișcarea socială a fost înfrântă, mulți țărani fulgeni au fost judecați și acuzați de rebeliune.
În această perioadă, comuna era formată din cătunele Fulga de Sus și Fulga de Jos, la fel ca și astăzi. Ea făcea parte din plaiul Câmpul al județului Prahova, cu 3515 locuitori, având câte o biserică în fiecare din sate, (cea din Fulga de Sus zidită la 1834 „prin osârdia și cheltuiala vătafului Iordache Rușescu și a răposatului Dumitrache Postelnicu împreună cu soția dumnealui Ralița și cu osteneala locuitorilor săteni, în zilele prea-înălțatului domn Alexandru Ghica Vodă, leatu 1834. S-a reparat la anul 1892”, iar cea din Fulga de Jos datând din 1890). În 1864, sătenii au fost împroprietăriți cu 1.816 ha de teren de pe moșia Fulga, deținută de Mihail Xanto și la 1900 se îndeletniceau cu agricultura, vânzându-și produsele la Ploiești și Mizil.

### Comuna Fulga în secolul al XX-lea

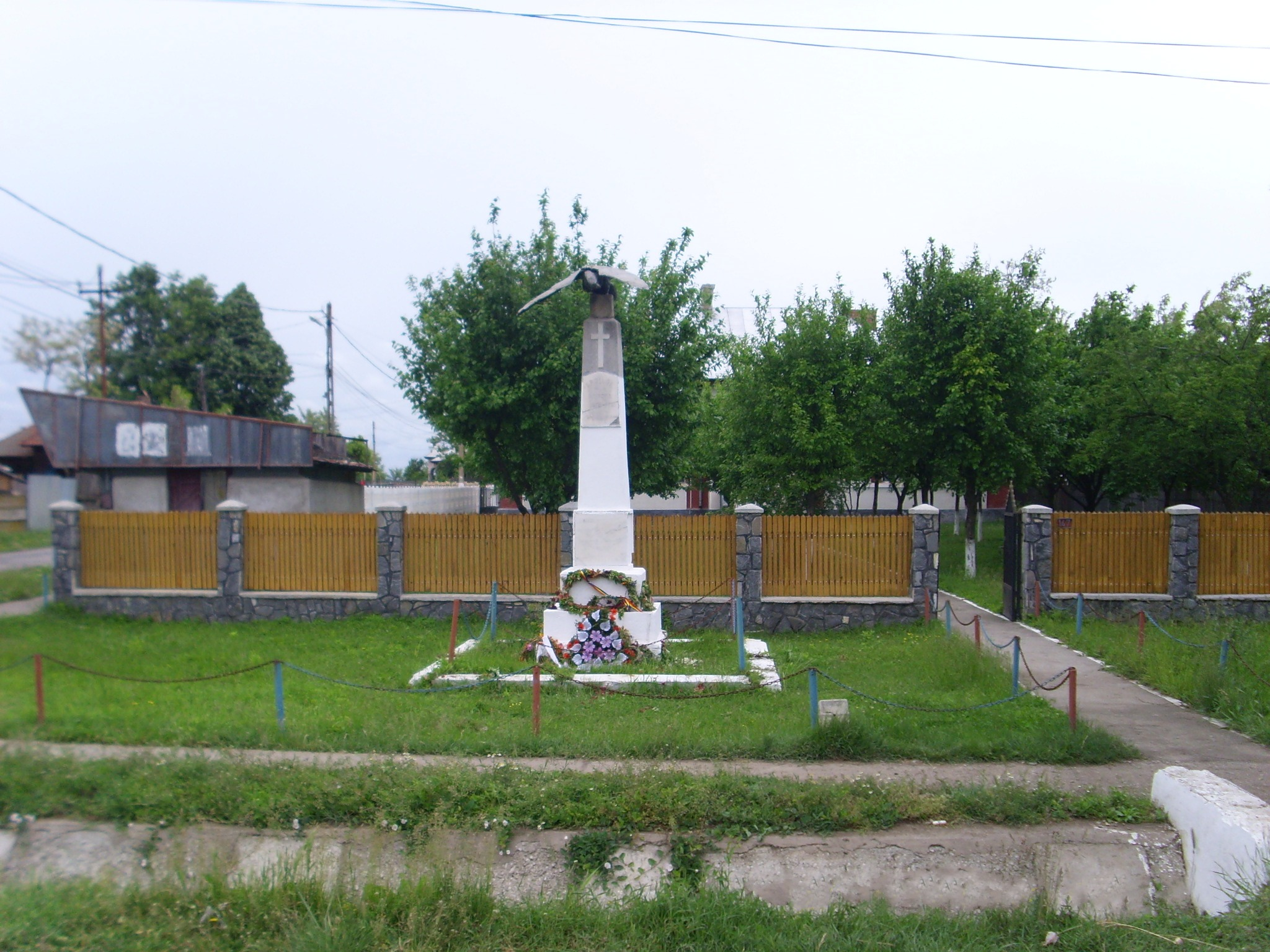
Monumentul eroilor din fața școlii din Fulga de Jos

Tinerii din comuna Fulga au participat la Primul Război Mondial, făcând parte din Divizia 9 Infanterie Prahova și luptând la Mărăști, Mărășești și Oituz. Soldații din localitate au luptat și în cel de-al Doilea Război Mondial, făcând parte din Regimentul 32 Infanterie Prahova, timp în care pe teritoriul comunei au trecut trupele germane, apoi cele sovietice ale Armatei Roșii, provocând pagube importante. De asemenea, pe Valea Morii au avut loc în această perioadă bombardamente aliate. Participarea ostașilor fulgeni la război a fost cinstită prin ridicarea a două monumente în cele două sate: „Lor și înaintașilor noștri pentru binele țării,/ de-a pururi o lacrimă de recunoștință.” În perioada interbelică, comuna a aparținut de plasa Drăgănești, iar după cel de-al Doilea Război Mondial, în 1950, a fost arondată raionului Urlați din regiunea Prahova și apoi, în 1952, raionului Mizil din regiunea Ploiești. În 1968, comuna a redevenit parte a județului Prahova, reînființat. Încheierea celui de-al Doilea Război Mondial a adus pe lângă intrarea României în sfera de influență comunistă și împroprietărirea țăranilor. Un articol din ziarul local Virtutea anunța în 1921 că „Marele eveniment al împroprietăririi țăranilor din Prahova se va desăvârși mâine 7 noiembrie, începând cu comuna Fulga” În plus, la 11 iunie 1948 în comuna Fulga au fost naționalizate mijloacele de producție, și anume moara și presa de ulei, apărând treptat și primele asociații agricole.
Din anul 1964, pe Valea Morii și Valea Lupilor se fac amenajări piscicole care, prin construirea barajului de acumulare a apelor pârâului Bilova în 1969, au format lacul Fulga. Iar din 1985, pe teritoriul comunei își stabilește sediul și Întreprinderea Județeană Piscicolă Prahova. Alături de CAP Fulga, care se ocupa de activitatea agricolă și dezvolta secții anexe de mică industrie și prestări servicii (secție de fabricat cărămizi, brutării), un rol deosebit în viața comunei îl aveau Cooperativa de Consum, cu 4 unități de desfacere și care asigura „în bune condiții aprovizionarea și desfacerea mărfurilor către populație” și moara din comună.

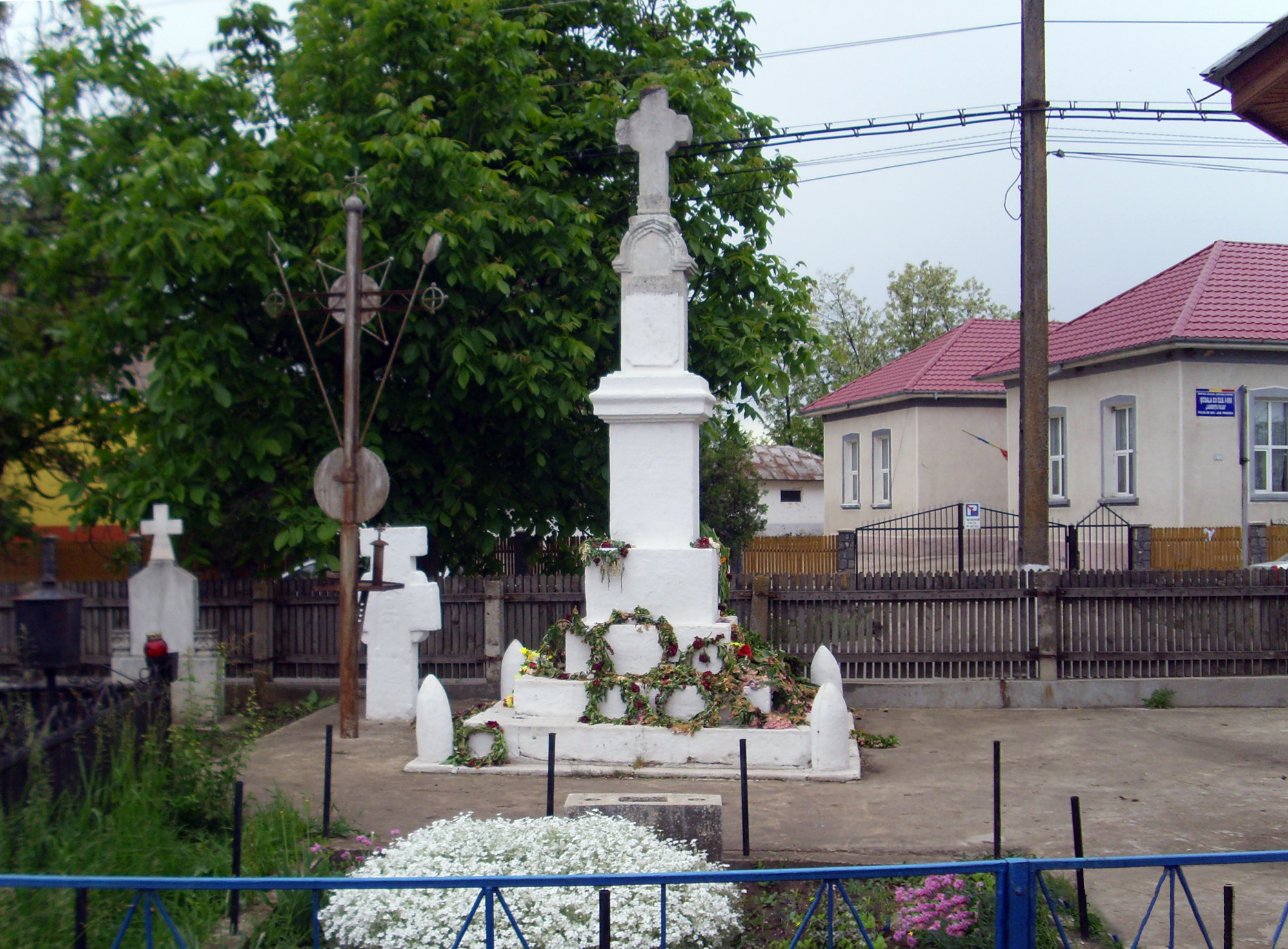
Școala din Fulga de Sus și monumentul eroilor din curtea bisericii

Tot în perioada comunistă s-au construit: cele două școli (în 1838, Duță Sorescu era învățător la Fulga, iar în 1861, Teodor Ioniți, dovadă că „la sfârșitul secolului al XIX-lea erau 208 știutori de carte în comună”), un dispensar uman, un dispensar veterinar, un bloc cu 12 apartamente, un supermagazin și s-au pietruit toate străzile principale. Dar, în anii 1966-1985, 1053 locuitori pleacă din Fulga, cei mai mulți fiind tineri. Aceștia s-au stabilit în orașele Mizil, Ploiești, București sau Brașov.

## Monumente istorice
Trei obiective din comuna Fulga sunt incluse în lista monumentelor istorice din județul Prahova ca monumente de interes local. Două dintre ele sunt clasificate ca monumente de arhitectură: casele Rița N. Petre (prima jumătate a secolului al XIX-lea); și Sița Mustățea Pufulete (începutul secolului al XX-lea), ambele în satul Fulga de Jos. Al treilea obiectiv, clasificat ca monument de for public, este un monument din secolul al XIX-lea aflat în satul Fulga de Sus.

## Economie

### Activitățile de bază
Activități specifice zonei sunt, în prezent agricultura și piscicultura, iar ca activități economice principale apar zootehnia, prelucrarea laptelui și cultivarea pământului. Comuna Fulga organizează și un eveniment local tradițional, în data de 27 iulie, de Sfântul Pentelimon. Atunci este sărbătorită Ziua Comunei, oamenii participând la întâlnirea tradițională (târg comunal).

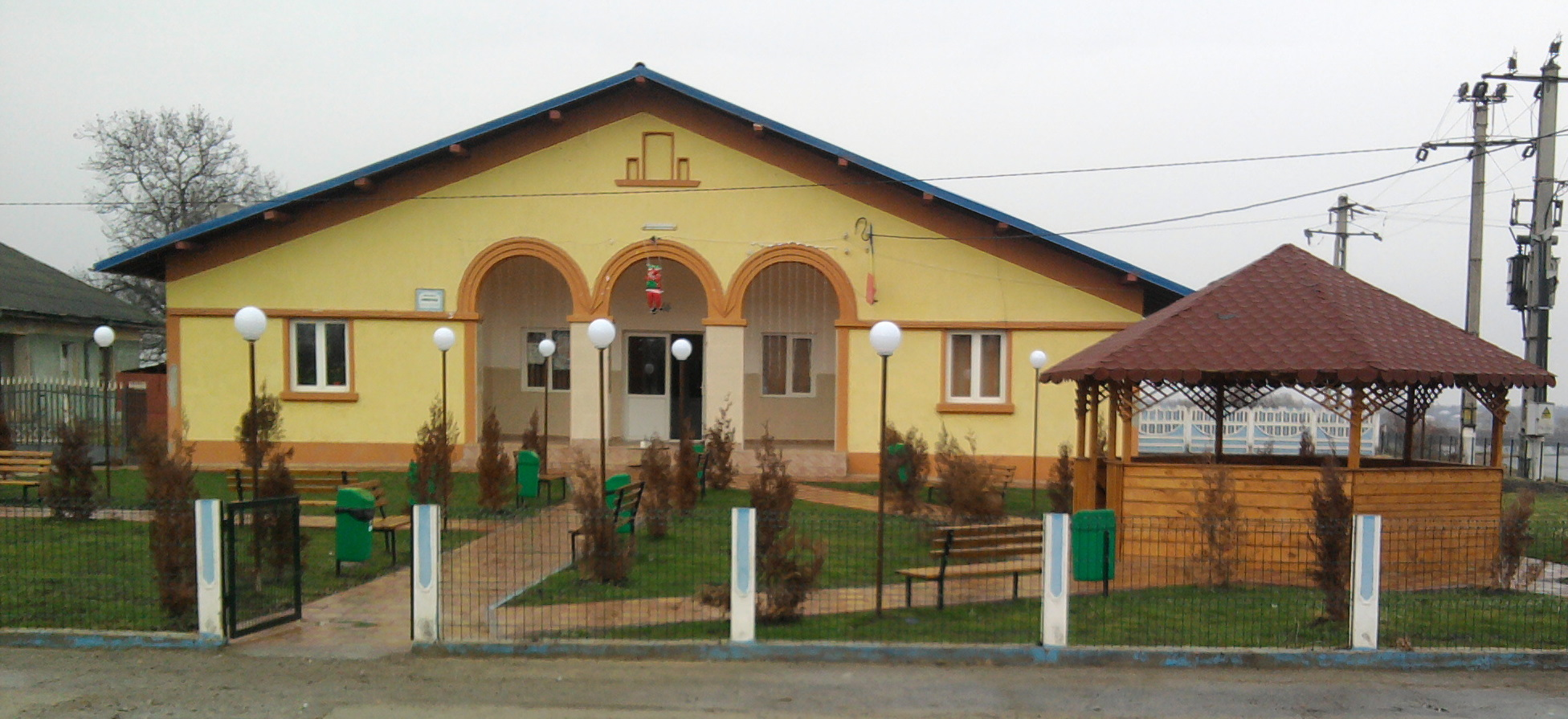
Căminul cultural din Fulga de Jos

În plus, locuitorii beneficiază de un teren sintetic de sport, un parc și un stadion pentru echipa locală de fotbal. De asemenea, se pot identifica și câteva obiective și acțiuni turistice, și anume, agrement-pescuit, bisericile din localitate și lacurile care se întind pe o suprafață de 460 de hectare.

### Proiecte de dezvoltare și modernizare

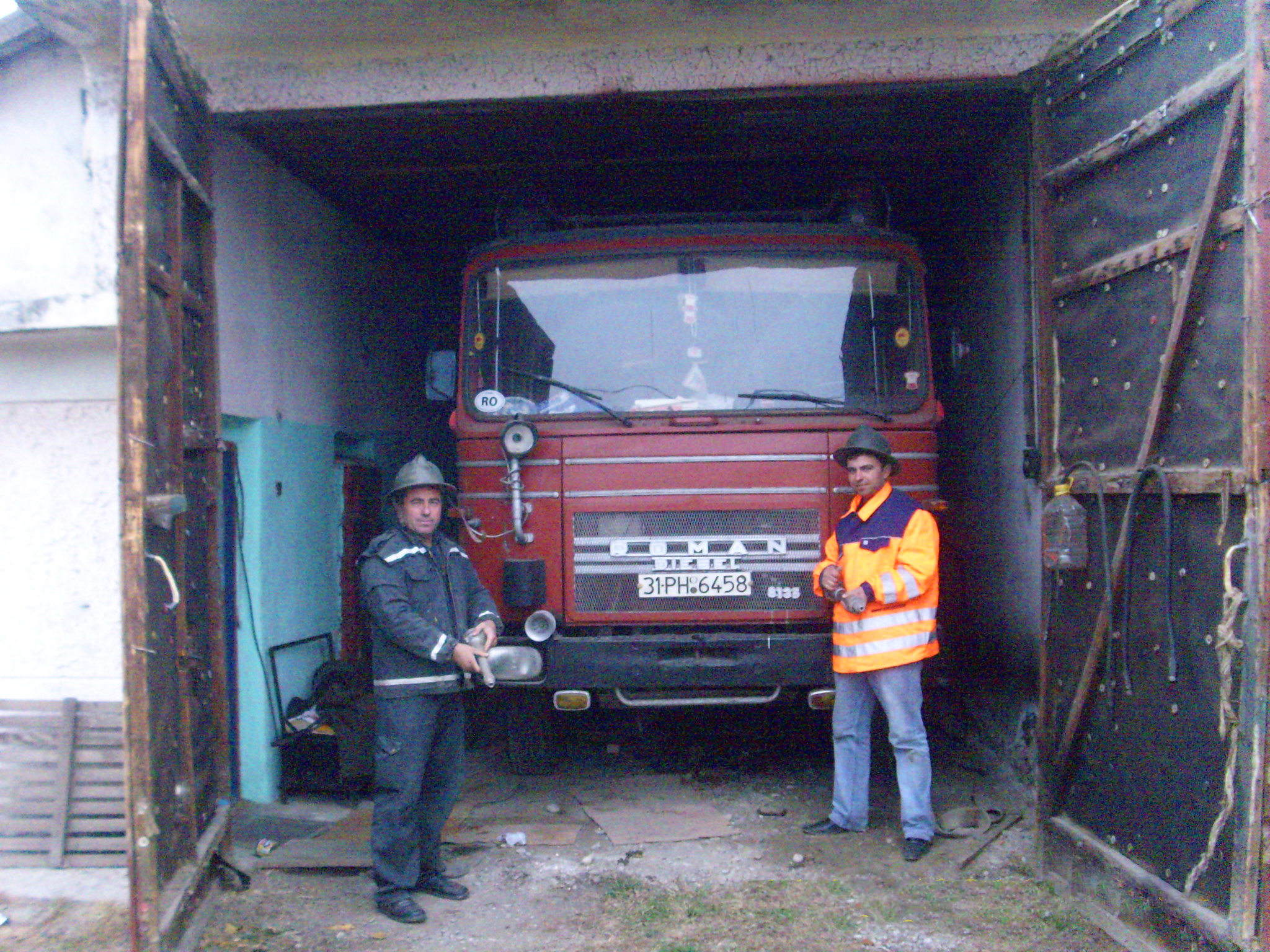
Serviciul voluntar pentru situații de urgență

În prezent, în comună funcționează două școli, două grădinițe, două cămine culturale, o bibliotecă comunală „Laurențiu Fulga”, două biserici creștin-ortodoxe, un serviciu voluntar pentru situații de urgență, un dispensar uman și unul veterinar, două farmacii, o brutărie, trei mori, o fabrică de produse lactate, o fermă de bovine și 27 de societăți comerciale cu profil de comerț și agricultură. În plus, majoritatea străzilor sunt asfaltate, iar casele sunt legate la apă, rețea de cablu, internet și telefonie (în prezent serviciile fixe de Internet si TV pot fi oferite de către Vodafone (fost UPC) sau de către Digi (RCS & RDS), beneficiind și de servicii de salubritate. Comuna Fulga a fost electrificată încă din anii '67.

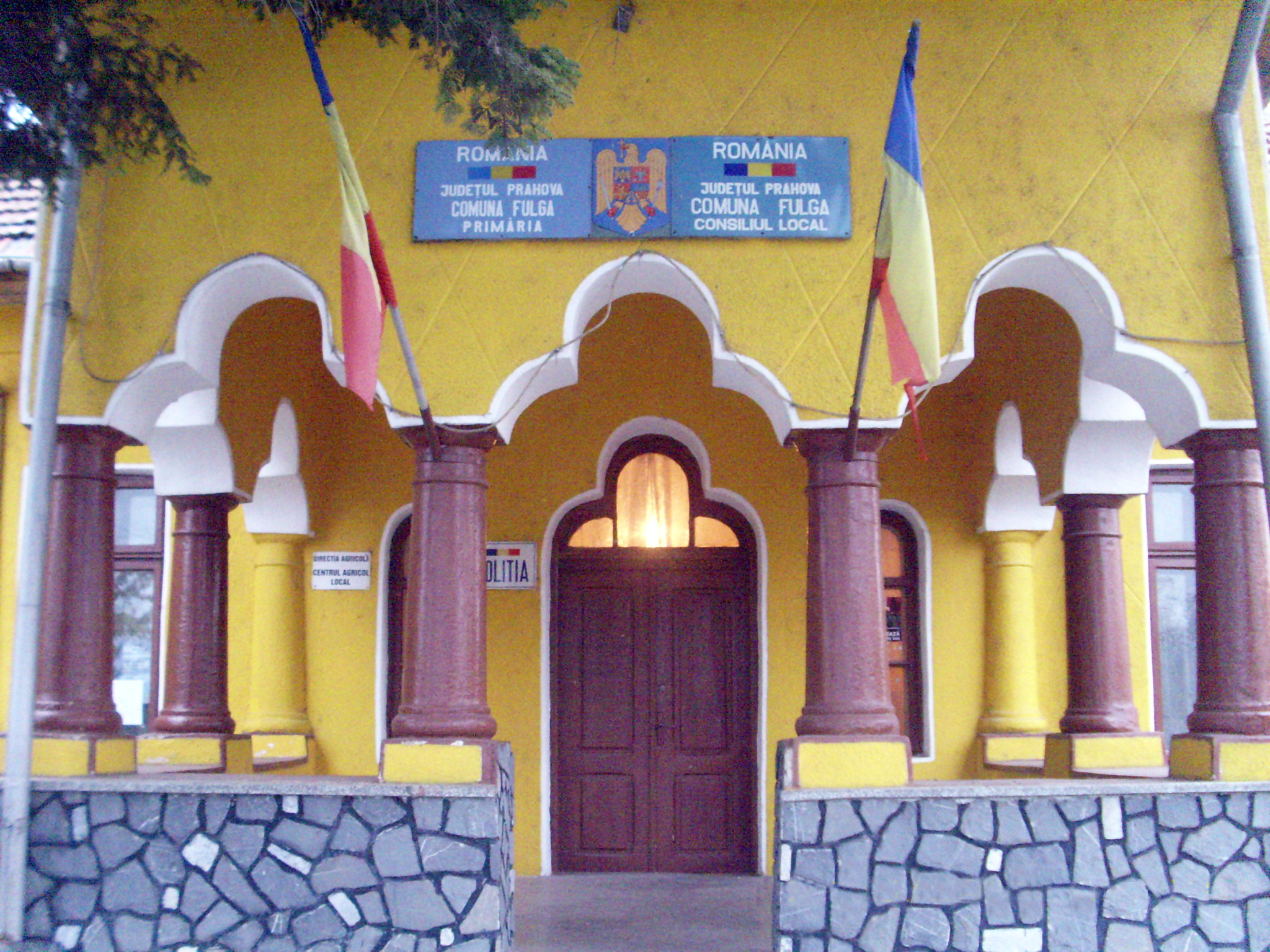
Primăria comunei - în Fulga de Jos

În perioada 2011-2012 se desfășoară proiectul de construire de alei pietonale, lucrare desfășurată în proporție de 90%, iar în viitor Primăria Fulga urmărește alimentarea cu gaze a localității, canalizare și construirea unei săli de sport, asfaltarea străzilor fiind finalizată în proporție de 99%.

## Personalități

### Petre S. Aurelian(1833-1909) - agronom, economist și om politic liberal.
A absolvit, ca șef de promoție, Școala Superioară de la Grignon-Franța, după are a devenit profesor universitar. Apoi a fost academician, din 1871, președinte al Academiei Române (1896-1898), deputat, senator, ministru al lucrărilor publice (1877-1878), al agriculturii și domeniilor (1902), al Cultelor și Instrucțiunii Publice (1882-1884) și Președinte al Consiliului de Miniștri (1896-1897). Tot el se numără printre cei care au pus bazele Ateneului Român, fiind primul său președinte. A publicat Catehismul economiei politice în 1869, Terra nostra, în 1875 („monografie de cuprinzătoare informație asupra României în pragul obținerii neatârnării, și totodată operă cu însușire programatică, prin care își prezintă concepția sa de dezvoltare și protecție a economiei naționale”), Cum se poate fonda industria în România și industria română față de libertatea comerțului de importațiune, în 1881 și Viitorul nostru economic, în anul 1890.

### Laurențiu Fulga(1916-1985) - prozator
Scriitorul s-a născut ca Ionescu, dar care preia acest pseudonim întrucât în acea perioadă era deja cunoscut Eugen Ionescu. Debutează cu Straniul paradis(1942) și continuă cu Alexandra și infernul (cu care a și obținut premiul pentru proză, în 1966, decernat de Uniunea Scriitorilor), Moartea lui Orfeu (1970) și Fascinația (1977). De aceea, Mircea Zaciu afirma că „scriitorul parcurge <<tot atâtea etape în elaborarea unei vaste construcții epice.>>”
Paralel, tipărește primele volume ale unei trilogii prin care evocă atmosfera ultimul război mondial, război la care el a participat: Eroica în 1956 și Steaua bunei speranțe în 1963. Al treilea volum nu a mai fost scris. A mai scris Ultimul mesaj (1951), Meșterul Manole (1958), Doamna Străină (1968), E noapte și e frig, seniori (1984), roman considerat ca „o sinteză a ceea ce a scris, până acum, Laurențiu Fulga”..